# بني العرابي (نجرة)

تعديل مصدري - تعديل

بني العرابي هي إحدى قرى عزلة القيلة بمديرية نجرة التابعة لمحافظة حجة، بلغ تعداد سكانها 235 نسمة حسب تعداد اليمن لعام 2004.